# Matilde Muñoz Sampedro
Matilde Muñoz Sampedro (Madrid, 2 de marzo de 1900-Madrid, 14 de abril de 1969) fue una actriz española.

## Biografía
Nació en Madrid, hija de Miguel Muñoz Sanjuán y de Catalina Sampedro Álvarez. En el seno de una familia de artistas, era hermana de las también actrices Mercedes y Guadalupe Muñoz Sampedro.
Debuta en el teatro a los ocho años y desarrolla una notable carrera
teatral, llegando a formar compañía propia, tras haber pasado por las de Rosario Pino y Carmen Díaz.
En 1944 interpreta su primera película, la comedia Tuvo la culpa Adán. Casi siempre en papeles de mujer enérgica y de fuerte carácter, se convirtió en una de las actrices de reparto más sólidas del cine español en las dos décadas siguientes, aunque sin alcanzar el reconocimiento de su hermana Guadalupe.
Casada en 1918 con el actor Rafael Bardem, sus hijos Juan Antonio —a cuyas órdenes trabajó en varias ocasiones— y Pilar se han dedicado igualmente al celuloide.

## Filmografía (selección)
- Tuvo la culpa Adán (1944).
- La luna vale un millón (1945).
- Luis Candelas, el ladrón de Madrid (1947).
- Revelación (1948).
- Esa pareja feliz (1951).
- Puebla de las mujeres (1952).
- Habitación para tres (1952).
- Sor intrépida (1952).
- Cabaret (1953).
- Cómicos (1953).
- Felices Pascuas (1954).
- Señora ama (1954).
- Muerte de un ciclista (1955).
- El guardián del paraíso (1955).
- El canto del gallo (1955).
- Calle Mayor (1956).
- El último cuplé (1957).
- La guerra empieza en Cuba (1957).
- Faustina (1957).
- Historias de Madrid (1958).
- Aquellos tiempos del cuplé (1958).
- Una mujer para Marcelo (1958).
- Un ángel tuvo la culpa (1960).
- El hombre que perdió el tren (1960).
- Melocotón en almíbar (1960).
- Cariño mío (1961).
- Don José, Pepe y Pepito (1961).
- Canción de juventud (1962).
- Noches de Casablanca (1963).
- La chica del gato (1964).
- Tú y yo somos tres (1964).
- Bohemios (1968).
- Esa mujer (1969).

## Teatro
- Don Juan Tenorio (1942) , de José Zorrilla
- Retazo (1942), de Dario Nicodemi
- Salón de té (1942), de Luis de Vargas
- Baile en capitanía (1944), de Agustín de Foxá
- Vestida de tul (1944), de Carmen de Icaza
- A todo color (1950), de Federico Romero; Guillermo Fernández-Shaw; Rafael Fernández Shaw
- Don José, Pepe y Pepito (1952), de Juan Ignacio Luca de Tena
- La importancia de llamarse Ernesto (1952), de Oscar Wilde
- El caso de la señora estupenda (1953), de Miguel Mihura
- El patio (1953), de los Hermanos Álvarez Quintero
- El agujero (1963), de Juan José Alonso Millán
- Carmelo (1964), de Juan José Alonso Millán
- ...Pero en el centro el amor (1968), de José María Pemán